# Burgen stolz und kühn
Burgen stolz und kühn (Wendung aus dem Volkslied An der Saale hellem Strande) ist ein Kinderbuch von Christiane Bimberg mit Illustrationen von Thomas Binder.
Das Buch erschien 1986 in der ersten Auflage im Altberliner Verlag in der Schlüsselbuch-Reihe unter der ISBN 3-357-00046-6.

## Inhalt
In dem Buch wird über den Bau von Burgen, ihre Bedeutung als Schutzbau sowie vom friedlichen Alltag und von streitbaren Auseinandersetzungen berichtet. Beim friedlichen Alltag werden unter anderem die Themen Versorgung, Spiel und Zeitvertreib betrachtet. Am Ende des Buches wird der Niedergang der Burgen durch den Einsatz von Feuerwaffen und das Erstarken der Städte dargestellt.
Die jeweiligen Themen sind auf acht von Thomas Binder illustrierten Doppelseiten dargestellt. Auf jede dieser Doppelseite folgt eine textliche Erläuterung mit weiteren kleinen Bildern. 